# Henry Wellesley, 3.º Duque de Wellington
Henry Wellesley, 3.º Duque de Wellington (Londres, 5 de abril de 1846 – Stratfield Saye, 8 de junho de 1900) foi um pariato, militar e político britânico do Partido Conservador. Era filho de lorde Charles Wellesley e neto de Arthur Wellesley, 1.º Duque de Wellington, sucedendo seu tio em 1884 como o Duque de Wellington.

## Biografia
Foi educado no Eton College entre 1859 e 1865. Ele se juntou ao 2.º Batalhão de Grenadier Guards como um alferes em 16 de maio de 1865. Promovido a major em 1 de julho de 1881 e aposentou-se do serviço em 28 de junho de 1882. Em 1868, foi candidato ao Parlamento por Andover, mas não conseguiu ser eleito. Ele ganhou o assento em 1874 e manteve até 1880.
Sucedeu a seu tio duque de Wellington em 13 de agosto de 1884. Posteriormente, às suas irmãs Victoria e Maria foram concedidas a categoria de filhas de um duque. Ele foi nomeado coronel honorário do Hampshire Artillery em 22 de novembro de 1884 e do 6th West York Militia em 10 de abril de 1886, ocupando ambas as honras até a sua morte. Ele foi embaixador especial para a Espanha para o funeral de Afonso XII, em 1885.
Wellington morreu na casa da família de Stratfield Saye House em 1900 e foi enterrado lá. Casou-se com Evelyn Katrine Gwenfra Williams em 7 de março de 1882, eles não tinham nenhum filho. Ele foi sucedido por seu irmão, Arthur Charles.